# Schermen op de Paralympische Zomerspelen 2012 – Floret mannen categorie A
Tijdens de Paralympische Zomerspelen 2012 in Londen was de discipline Floret mannen categorie A een van de disciplines binnen het onderdeel rolstoelschermen. De competitie werd gehouden in het ExCeL Centre op 4 september. In totaal namen er 16 atleten uit 10 landen aan dit onderdeel deel.

## Formule
Er werd eerst een pouleronde geschermd; deze bepaalde de klassering voor de rechtstreekse uitschakeling. Er gingen 11 schermers door naar de achtste finale. Er werd geschermd voor een derde plaats.

## Deelnemersveld
| Naam             | Land      |
| ---------------- | --------- |
| Yi Jun Chen      | China     |
| Ru Yi Ye         | China     |
| Ludovic Lemoine  | Frankrijk |
| Damien Tokatlian | Frankrijk |
| Gyula Mato       | Hongarije |
| Richard Osvtah   | Hongarije |
| Wing Kan Chan    | Hongkong  |
| Tang Tat Wong    | Hongkong  |

| Naam               | Land             |
| ------------------ | ---------------- |
| Matteo Betti       | Italië           |
| Abdullah Al-Haddad | Koeweit          |
| Anrij Demchuk      | Oekraïne         |
| Stefan Makowski    | Polen            |
| Dariusz Pender     | Polen            |
| Ivan Andreev       | Rusland          |
| Artur Yusupov      | Rusland          |
| Mario Rodriguez    | Verenigde Staten |

## Verloop

### Poulefase
| Speler         | Uitslag | Speler        |
| -------------- | ------- | ------------- |
| Dariusz Pender | 3 – 5   | Yijun Chen    |
| Yijun Chen     | 5 – 2   | Artur Yusupov |
| Artur Yusupov  | 5 – 3   | Betti Matteo  |
| Gyula Mato     | 5 – 3   | Betti Matteo  |
| Dariusz Pender | 5 – 0   | Gyula Mato    |
| Dariusz Pender | 4 – 5   | Artur Yusupov |
| Artur Yusupov  | 5 – 2   | Gyula Mato    |
| Yijun Chen     | 5 – 1   | Gyula Mato    |
| Yijun Chen     | 5 – 0   | Betti Matteo  |
| Dariusz Pender | 5 – 4   | Betti Matteo  |

| Speler          | Uitslag | Speler          |
| --------------- | ------- | --------------- |
| Mario Rodriguez | 2 – 5   | Ludovic Lemoine |
| Richard Osvath  | 5 – 3   | Ludovic Lemoine |
| Richard Osvath  | 3 – 5   | Wing Kin Chan   |
| Ivan Andreev    | 4 – 5   | Wing Kin Chan   |
| Ivan Andreev    | 5 – 3   | Mario Rodriguez |
| Richard Osvath  | 5 – 0   | Mario Rodriguez |
| Richard Osvath  | 5 – 1   | Ivan Andreev    |
| Ludovic Lemoine | 3 – 5   | Ivan Andreev    |
| Ludovic Lemoine | 5 – 4   | Wing Kin Chan   |
| Mario Rodriguez | 1 – 5   | Wing Kin Chan   |

| Speler           | Uitslag | Speler             |
| ---------------- | ------- | ------------------ |
| Stefan Makowski  | 3 – 5   | Ru Yi Ye           |
| Andrii Demchuk   | 4 – 5   | Ru Yi Ye           |
| Andrii Demchuk   | 5 – 1   | Tang Tat Wong      |
| Tang Tat Wong    | 5 – 0   | Damien Tokatlian   |
| Damien Tokatlian | 5 – 1   | Abdullah Al-Haddad |
| Stefan Makowski  | 5 – 3   | Abdullah Al-Haddad |
| Stefan Makowski  | 1 – 5   | Andrii Demchuk     |
| Andrii Demchuk   | 5 – 3   | Damien Tokatlian   |
| Ru Yi Ye         | 4 – 5   | Damien Tokatlian   |
| Tang Tat Wong    | 0 – 5   | Ru Yi Ye           |
| Tang Tat Wong    | 1 – 5   | Abdullah Al-Haddad |
| Stefan Makowski  | 2 – 5   | Damien Tokatlian   |
| Tang Tat Wong    | 0 – 5   | Stefan Makowski    |
| Ru Yi Ye         | 5 – 1   | Abdullah Al-Haddad |
| Andrii Demchuk   | 3 – 5   | Abdullah Al-Haddad |

### Eindfase
| Achtste finale | Achtste finale   | Achtste finale |  |  | Kwartfinale | Kwartfinale      | Kwartfinale |  |  | Halve finale | Halve finale     | Halve finale |  |           | Finale    | Finale           | Finale |
|                |                  |                |  |  |             |                  |             |  |  |              |                  |              |  |           |           |                  |        |
| 1              | Yijun Chen       |                |  |  |             |                  |             |  |  |              |                  |              |  |           |           |                  |        |
|                |                  |                |  |  |             | Yijun Chen       | 15          |  |  |              |                  |              |  |           |           |                  |        |
| 9              | Ludovic Lemoine  | 14             |  |  |             | Dariusz Pender   | 12          |  |  |              |                  |              |  |           |           |                  |        |
| 8              | Dariusz Pender   | 15             |  |  |             |                  |             |  |  |              | Yijun Chen       | 15           |  |           |           |                  |        |
| 5              | Wing Kin Chan    |                |  |  |             |                  |             |  |  |              | Richard Osvath   | 13           |  |           |           |                  |        |
|                |                  |                |  |  |             | Wing Kin Chan    | 6           |  |  |              |                  |              |  |           |           |                  |        |
|                |                  |                |  |  |             | Richard Osvath   | 15          |  |  |              |                  |              |  |           |           |                  |        |
| 4              | Richard Osvath   |                |  |  |             |                  |             |  |  |              |                  |              |  |           |           | Yijun Chen       | 5      |
| 3              | Damien Tokatlian |                |  |  |             |                  |             |  |  |              |                  |              |  |           |           | Ru-Yi Ye         | 15     |
|                |                  |                |  |  |             | Damien Tokatlian | 15          |  |  |              |                  |              |  |           |           |                  |        |
| 11             | Stefan Makowski  | 13             |  |  |             | Artur Yusupov    | 10          |  |  |              |                  |              |  |           |           |                  |        |
| 6              | Artur Yusupov    | 15             |  |  |             |                  |             |  |  |              | Damien Tokatlian | 8            |  |           |           |                  |        |
| 7              | Andrii Demchuk   | 12             |  |  |             |                  |             |  |  |              | Ru-Yi Ye         | 15           |  |           |           |                  |        |
| 10             | Ivan Andreev     | 15             |  |  |             | Ivan Andreev     | 6           |  |  |              |                  |              |  | 3e plaats | 3e plaats | 3e plaats        |        |
|                |                  |                |  |  |             | Ru-Yi Ye         | 15          |  |  |              |                  |              |  |           |           | Richard Osvath   | 15     |
| 2              | Ru-Yi Ye         |                |  |  |             |                  |             |  |  |              |                  |              |  |           |           | Damien Tokatlian | 7      |

## Eindrangschikking
| Plaats | Naam             | Land      |
| ------ | ---------------- | --------- |
| 1.     | Ru-Yi Ye         | China     |
| 2.     | Yijun Chen       | China     |
| 3.     | Richard Osvath   | Hongarije |
| 4.     | Damien Tokatlian | Frankrijk |